# Nokia 2600 classic
Nokia 2600 classic este un telefon mobil produs de firma de telefonie mobilă Nokia. Acesta are, în principal, o cameră VGA, radio FM, Blueetoth, acces e-mail și internet prin browser-ul WAP.

## Caracteristici
- Cameră VGA cu zoom digital de 4x
- Înregistrare Video
- Ecran TFT până la 65.536 de culori
- Radio FM
- Tonuri de apel MP3
- Memorie: 11 MB
- Bluetooth 2.0
- WAP 2.0, EDGE, GPRS, xHTML
- Jocuri Java